# Blaesoxipha subcochlearis
Blaesoxipha subcochlearis är en tvåvingeart som beskrevs av Seguy 1932. Blaesoxipha subcochlearis ingår i släktet Blaesoxipha och familjen köttflugor.
Artens utbredningsområde är Algeriet. Inga underarter finns listade i Catalogue of Life.